# 熊过
熊過（1507年—1581年），字叔仁，號南沙，四川敘州府富順縣人，民籍，明朝文學家、政治人物。西蜀四大家、“嘉靖八才子”之一。

## 生平
嘉靖七年（1528年）戊子科四川鄉試第九名舉人，八年（1529年）己丑科二甲第四十八名進士。改庶吉士，授兵部武選司主事，十九年（1540年）升禮部祠祭司郎中。二十年（1541年）四月因忤嚴嵩意，謫雲南白鹽井副提舉，改常州府通判，升福建按察司僉事，二十三年（1544年）調湖州府通判，二十四年（1545年）遷安吉州知州。二十五年（1546年）七月坐雲南左參政高簡事貶秩，後除籍為民。卒年七十五。學問淵博，治學嚴謹，是狀元學者楊慎的好友，與陳束、王慎中、唐順之、趙時春、任瀚、李開先、呂高並稱“嘉靖八才子”。楊慎因議論朝政得罪於上，流放雲南，曾繞道富順，拜望熊過，嘗與熊過父子蕩舟湖上。段玉裁評價熊南沙說：“叔仁奧博，時謂在王（王慎中）、唐（唐順之）伯仲間。”

## 著作
著有《春秋明志錄》、《南沙集》等。
- 《南沙文集》12卷
- 《廟議》2卷
- 《六書訂解》8卷
- 《先天曆法考異》4卷
- 《土圭測景圖論》2卷
- 《讀史蠡測》4卷
- 《皇明大事紀》10卷
- 《樂府琳琅》6卷
- 《冰廳摭言》2卷
- 《南中異物志》1卷
- 《三禮直解》12卷，大量引錄佛、道二家之言，遺命勿傳。
- 注《圓覺經》、《金剛經》、《維摩詰經》、《陰符經》、《黃庭經》、《周易參同契》凡30卷，為《外家六書》，失傳。

## 家族
曾祖熊鐸；祖父熊仕廉；父熊載，階州知州。嫡母吳氏；繼母方氏；繼母程氏；生母雷氏。兄熊遲、熊通、熊速，弟熊造，從弟熊迥。子熊敦朴。